# Viktor Mlady
Viktor Mlady, uváděn též jako Viktor Mladý (1826 Pětipsy – 12. července 1907 Cheb), byl rakouský a český právník a politik německé národnosti, v 2. polovině 19. století poslanec Českého zemského sněmu.

## Biografie
Profesí byl doktor práv a notář.
V 60. letech 19. století se zapojil i do zemské a celostátní politiky. V zemských volbách v lednu 1867 byl zvolen v městské kurii (obvod Vildštejn – Kynšperk – Hazlov) na Český zemský sněm. Mandát ve sněmu obhájil za týž obvod i v krátce poté vypsaných volbách v březnu 1867. Do sněmu se ještě vrátil ve volbách v roce 1878, nyní za velkostatkářskou kurii (nesvěřenecké velkostatky).
Politicky patřil k takzvané Ústavní straně (liberální, centralistická formace, odmítající federalistické aspirace neněmeckých národností), respektive později k její šlechtické odnoži, Straně ústavověrného velkostatku.
Zemřel po krátké nemoci v červenci 1907 v Chebu, kde byl také pohřben.